# Lo Mas de la Glèisa
Lo Mas de la Glèisa (en francès Saint-Étienne-d'Albagnan) és un municipi occità del Llenguadoc situat a la part septentrional del departament de l'Erau a la regió Occitània.